# Pseuderesia shekiani
Pseuderesia shekiani är en fjärilsart som beskrevs av Holl. Pseuderesia shekiani ingår i släktet Pseuderesia och familjen juvelvingar. Inga underarter finns listade i Catalogue of Life.